# Thanh Thai
Thành Thái (14. marts 1879 i Huế – 24. marts 1954 i Saigon) var i årene 1889 til 1907 kejser i Vietnam tilhørende Nguyễn-dynastiet. Han var født som prins Nguyễn Phúc Bửu Lân og var søn af kejser Dục Đức. 
Da kejser Đồng Khánh kom til magten i 1885, blev prins Bửu Lân sat i husarrest sammen med sin mor, da han angiveligt havde støttet den nye kejsers modstandere. Med da Đồng Khánh døde i 1889, anså den franske kolonimagt og de højtstående vietnamesiske embedsmænd den unge Bửu Lân for at være den bedste efterfølger. Dette mødte stærk modstand fra hans mor, fordi hendes mand Dục Đức var blevet dræbt samme år, som han blev kejser. Den 10 år gamle prins blev imidlertid kåret til kejser med navnet Thành Thái.
Den unge kejser blev overvåget af de franske koloniherrer, der havde meddelere ved kejserpaladset. Mens hans forgænger havde været samarbejdsvillig overfor franskmændene, ydede den unge kejser efterhånden passiv modstand mod koloniherredømmet, men var klar over, at aktiv modstand ville være det samme som selvmord. 
For at vise franskmændene sin moderne indstilling var han den første kejser, som lod sit hår klippe på vestlig måde, og som lærte at køre bil. Han sneg sig ofte ud fra kejserpaladset i Huế for at tale med almindelige mennesker og lodde stemningen, og han blev efterhånden forbitret over den udenlandske kontrol med landet. Han designede et nyt flag for Vietnam til erstatning for det tidligere, som var helt gult.
Efterhånden følte han sig isoleret i de kejserlige omgivelser, der var under konstant fransk overvågning, og han foregav at være excentrisk for at bortlede opmærksomheden fra sit mere aktive modstandsarbejde. Han var i færd med at blive en del af den modstandsbevægelse, som var baseret i Kina, da han blev arresteret af franskmændene, som erklærede, at han var blevet gal, og tvang ham til at abdicere.
Han blev først sendt i indre eksil i Vung Tau i det sydlige Vietnam i 1907, og hans søn Duy Tân blev indsat som ny kejser. Men også Duy Tân gjorde oprør mod franskmændene, og i 1916 blev de begge sendt i eksil på den franske ø Réunion i det Indiske Ocean, 800 km øst for Madagaskar. 
Han opgav aldrig håbet om vietnamesisk uafhængighed, og i 1945 fik han lov til at vende tilbage, men blev holdt i husarrest i Vũng Tàu. Han døde i Saigon i 1954.
1. ↑  Navnet er anført på engelsk og stammer fra Wikidata hvor navnet endnu ikke findes på dansk.
2. ↑  Navnet er anført på engelsk og stammer fra Wikidata hvor navnet endnu ikke findes på dansk.
3. ↑  Navnet er anført på engelsk og stammer fra Wikidata hvor navnet endnu ikke findes på dansk.
4. ↑  Navnet er anført på engelsk og stammer fra Wikidata hvor navnet endnu ikke findes på dansk.
5. ↑  Navnet er anført på engelsk og stammer fra Wikidata hvor navnet endnu ikke findes på dansk.
6. ↑  Navnet er anført på engelsk og stammer fra Wikidata hvor navnet endnu ikke findes på dansk.
7. ↑  Navnet er anført på engelsk og stammer fra Wikidata hvor navnet endnu ikke findes på dansk.
8. ↑  Navnet er anført på engelsk og stammer fra Wikidata hvor navnet endnu ikke findes på dansk.
9. ↑  Navnet er anført på kinesisk og stammer fra Wikidata hvor navnet endnu ikke findes på dansk.
10. ↑  Navnet er anført på engelsk og stammer fra Wikidata hvor navnet endnu ikke findes på dansk.
11. ↑  Navnet er anført på engelsk og stammer fra Wikidata hvor navnet endnu ikke findes på dansk.
12. ↑  Navnet er anført på engelsk og stammer fra Wikidata hvor navnet endnu ikke findes på dansk.
13. ↑  Navnet er anført på engelsk og stammer fra Wikidata hvor navnet endnu ikke findes på dansk.